# 汤姆·克洛斯
汤姆·克洛斯（Tom Cross）是一位美国剪接师，1997年他开始踏入电影业，最初担任助理剪接师，作品包括 We Own the Night, Crazy Heart, The Switch 以及获得艾美奖的电视剧《死木》中的几集。2014年与达米恩·查泽雷合作的电影《爆裂鼓手》为他赢得英国电影学院奖最佳剪辑奖和奥斯卡最佳剪辑奖。他表示该片的剪辑受到了《法国贩毒网》和《日落黄沙》的影响。之后他又与达米恩·查泽雷合作了浪漫歌舞片《爱乐之城》。
克洛斯拥有一半的越南裔血统，他妻子是拉丁裔。

## 剪辑作品
- 仲间/The Space Between (2010)
- 爱若此时/Any Day Now (2012)
- 爆裂鼓手/Whiplash (2014)
- 明日拍立得/Time Lapse (2014)
- The Driftless Area (2015)
- 翻轉幸福/Joy (2015)
- 樂來越愛你/La La Land (2016)
- 敵對分子/Hostiles (2017)
- 登月先鋒/First Man (2018)